# Base Aérea de Fürstenfeldbrück
A Base Aérea de Fürstenfeldbruck (Alemão: Fliegerhorst Fürstenfeldbruck ou Flugplatz Fürstenfeldbruck) é uma antiga base aérea militar localizada próxima à cidade de Fürstenfeldbruck, na Baviera, cerca de 25 km a oeste de Munique, Alemanha. Fundada em 1935, foi um importante centro de treinamento da Luftwaffe durante a Segunda Guerra Mundial e, posteriormente, utilizada por forças aliadas, incluindo a Força Aérea dos Estados Unidos (USAF). A base ganhou notoriedade mundial devido ao Massacre de Munique durante os Jogos Olímpicos de Verão de 1972. As operações de voo militar encerraram-se em 2003, e as civis, em 2015. Atualmente, os quartéis abrigam a Escola de Oficiais da Força Aérea Alemã, com planos de transferência para a Base Aérea de Roth.

## História

### Estabelecimento e Segunda Guerra Mundial
Fundada em 1935 como Luftkriegsschule 4 (LKS 4 – 4ª Escola de Guerra Aérea), a base foi um dos principais centros de treinamento da Luftwaffe. Inspirada, segundo relatos, pelo centro de treinamento americano em Randolph Field, Texas, era considerada um orgulho da aviação alemã. Até 1944, escapou de bombardeios significativos devido à sua função de treinamento. No entanto, com a expansão das pistas para caças, sofreu um ataque devastador em 9 de abril de 1945, quando 338 B-17s da Oitava Força Aérea lançaram 867 toneladas de bombas, destruindo grande parte da infraestrutura.

### Ocupação Aliada
Em abril de 1945, as forças aliadas encontraram a base saqueada por prisioneiros e moradores locais. Inicialmente ocupada por um batalhão de engenharia do Exército dos Estados Unidos, foi reconstruída e, em novembro de 1945, tornou-se um depósito de substituição da USAF/ET, recebendo milhares de tropas americanas para redistribuição. A base contava com quartéis de pedra, teatro, piscina coberta e refeitórios de alta qualidade.
Unidades da USAF que operaram na base incluíram:
- 70th Fighter Wing (julho–novembro de 1945)
- 306th Bombardment Group (agosto–setembro de 1946)
- 45th Reconnaissance Group (abril–junho de 1947)

Durante a Crise de Berlim (1948), a base abrigou temporariamente o 301st Bombardment Group, equipado com B-29.

### Operações da USAF

#### 36th Fighter-Bomber Wing
Em agosto de 1948, a 36th Fighter Wing foi transferida para Fürstenfeldbruck, sendo a primeira unidade da USAFE equipada com jatos F-80A/B "Shooting Star". Suas esquadrilhas eram:
- 22d Fighter Squadron (faixa vermelha)
- 23d Fighter Squadron (faixa azul)
- 53d Fighter Squadron (faixa verde)

Em 1950, redesignada como Fighter-Bomber Wing, recebeu F-84E "Thunderjets". Permaneceu até 1952, quando foi transferida para a Base Aérea de Bitburg.

#### Reconhecimento Tático
Em 1952, a 117th Tactical Reconnaissance Wing operou temporariamente com RB-26C e RF-80A. No mesmo ano, a 10th Tactical Reconnaissance Wing assumiu, redesignando as esquadrilhas como:
- 1st Tactical Reconnaissance (RB-26C)
- 38th Tactical Reconnaissance (RF-80A)

A 10th permaneceu até 1953, sendo transferida para a Base Aérea de Spangdahlem.

#### Treinamento
Entre 1953 e 1960, a 7330th Flying Training Wing (posteriormente 7367th Flying Training Group) treinou pilotos de países do Pacto de Assistência Mútua em T-33. A partir de 1957, a base foi compartilhada com a Força Aérea Alemã.

### Jogos Olímpicos de 1972
Durante os Jogos Olímpicos de Verão de 1972, Fürstenfeldbruck recebeu voos turísticos devido a restrições no Aeroporto de Munique. A segurança foi reforçada com veículos blindados e bandas militares para tranquilizar visitantes.

### Massacre de Munique
Em 5 de setembro de 1972, oito terroristas do Setembro Negro fizeram onze atletas israelenses reféns. Após negociações, os reféns e terroristas foram levados de helicóptero para Fürstenfeldbruck, onde um Boeing 727 aguardava. Uma tentativa de resgate por atiradores alemães sem treinamento antiterrorismo resultou na morte de todos os nove reféns restantes, um policial e cinco terroristas. O evento levou à criação da unidade antiterrorismo GSG 9 em 1973.

## Unidades Atuais
Embora as operações aéreas tenham cessado, os quartéis abrigam:
- Quartel-General da 1ª Divisão Aérea (Alemanha)
- Escola de Oficiais da Força Aérea
- Escola de Inteligência Fotográfica
- Instituto Aeromédico
- Escola de Geofísica Militar
- Setor de Tecnologia da Informação 1
- Autoescola Militar
- Centro Médico Militar
- Administração da Base

A Escola de Oficiais será transferida para a Base Aérea de Roth.

## Situação Atual
As operações militares aéreas encerraram-se em 2003, e as civis, em 2015. A parte leste da base agora abriga a BMW Driving Academy Maisach, enquanto os quartéis continuam em uso pela Força Aérea Alemã.